# جورج أندروود (رسام)
جورج أندروود (بالإنجليزية: George Underwood)‏ هو رسام توضيحي ورسام بريطاني، ولد في 5 فبراير 1947.

## وصلات خارجية
- جورج أندروود على موقع ميوزك برينز (الإنجليزية)
- جورج أندروود على موقع ديسكوغز (الإنجليزية)